# Trioza flavipennis
Trioza flavipennis är en insektsart som beskrevs av W. Foerster 1848. Trioza flavipennis ingår i släktet Trioza och familjen spetsbladloppor. Arten är reproducerande i Sverige. Inga underarter finns listade i Catalogue of Life.